# Hitman 3
Hitman 3 (Hitman III) este un joc Stealth, dezvoltat și publicat de IO Interactive. Este al treilea joc din seria Hitman: World of Assassination, o continuare a poveștii din Hitman și Hitman 2. Agentul 47, asasinul proiectat genetic, și aliații săi îi vânează pe liderii organizației Providence, organizația secretă care controlează afacerile lumii. Jocul este disponibil pe Microsoft Windows, PlayStation 4, PlayStation 5, Xbox One, Xbox Series X, Nintendo Switch și Google Stadia. Hitman 3 a primit recenzii pozitive din partea criticilor. 

## Gameplay
La fel ca predecesorii săi, Hitman 3 este un joc stealth jucat dintr-o perspectivă third-person, iar jucătorii își asumă din nou controlul asupra agentului 47. În joc, 47 călătorește în diferite locații și efectuează contracte, continuând povestea ultimelor două jocuri. Jocul de bază prezintă șase locații noi: Dubai, Dartmoor, Berlin, Chongqing, Mendoza și un epilog situat în Munții Carpați, România. Proprietarii Hitman sau Hitman 2 pot importa hărți, niveluri și progresul acestora în Hitman 3.
Noile locații din Hitman 3 includ uși care pot fi deschise pentru a ajunge în locuri greu accesibile mai ușor. Este o nouă caracteristică de joc a seriei. Fiecare etapă include mai multe uși blocate inițial, care pot fi deblocate doar dintr-o parte; odată deblocate, aceste uși rămân deschise în toate jocurile viitoare, permițând accesul mai rapid la locațiile închise inițial.
Jocul are compatibilitate PlayStation VR pe versiunea de PlayStation 4, cu suport pentru PlayStation 5 prin compatibilitate inversă. Funcționalitatea VR se aplică și retroactiv nivelurilor importate din cele două intrări anterioare. Spre deosebire de Hitman 2, nu există moduri multiplayer, Sniper Assassin fiind un singur jucător, iar Ghost Mode fiind eliminat în totalitate. Cu toate acestea, Hitman 3 a păstrat modul "Contracts", unde un jucător poate selecta până la cinci ținte în cele 24 de hărți din serie, cu reguli și complicații, acest mod oferă jucătorului posibilități suplimentare față de misiunile principale.